# Libnotes (Laosa) transversalis
Libnotes (Laosa) transversalis is een tweevleugelige uit de familie steltmuggen (Limoniidae). De soort komt voor in het Oriëntaals gebied.